# Трубецкой, Сергей Васильевич
Князь Серге́й Васи́льевич Трубецко́й (20 февраля 1815 — 19 апреля 1859) — сын генерал-адъютанта Александра I князя В. С. Трубецкого, принадлежал к числу друзей Лермонтова, был секундантом на дуэли поэта с Мартыновым, состоял членом «Кружка шестнадцати».

## Биография

### Происхождение
Сергей Васильевич — сын генерал-адъютанта, сенатора князя Василия Сергеевича Трубецкого и Софьи Андреевны Вейс, дочери виленского полицеймейстера, кроме Сергея, у них было ещё четыре сына и шесть дочерей. Семья Трубецких была очень близка ко двору. Старший брат Сергея — Александр (1813—89), штаб-ротмистр Кавалергадского полка, фаворит императрицы Александры Фёдоровны, которого она нежно называла «Бархатом»; сестра — Мария (1819—95), известная красавица, была фрейлиной двора.

## Служба

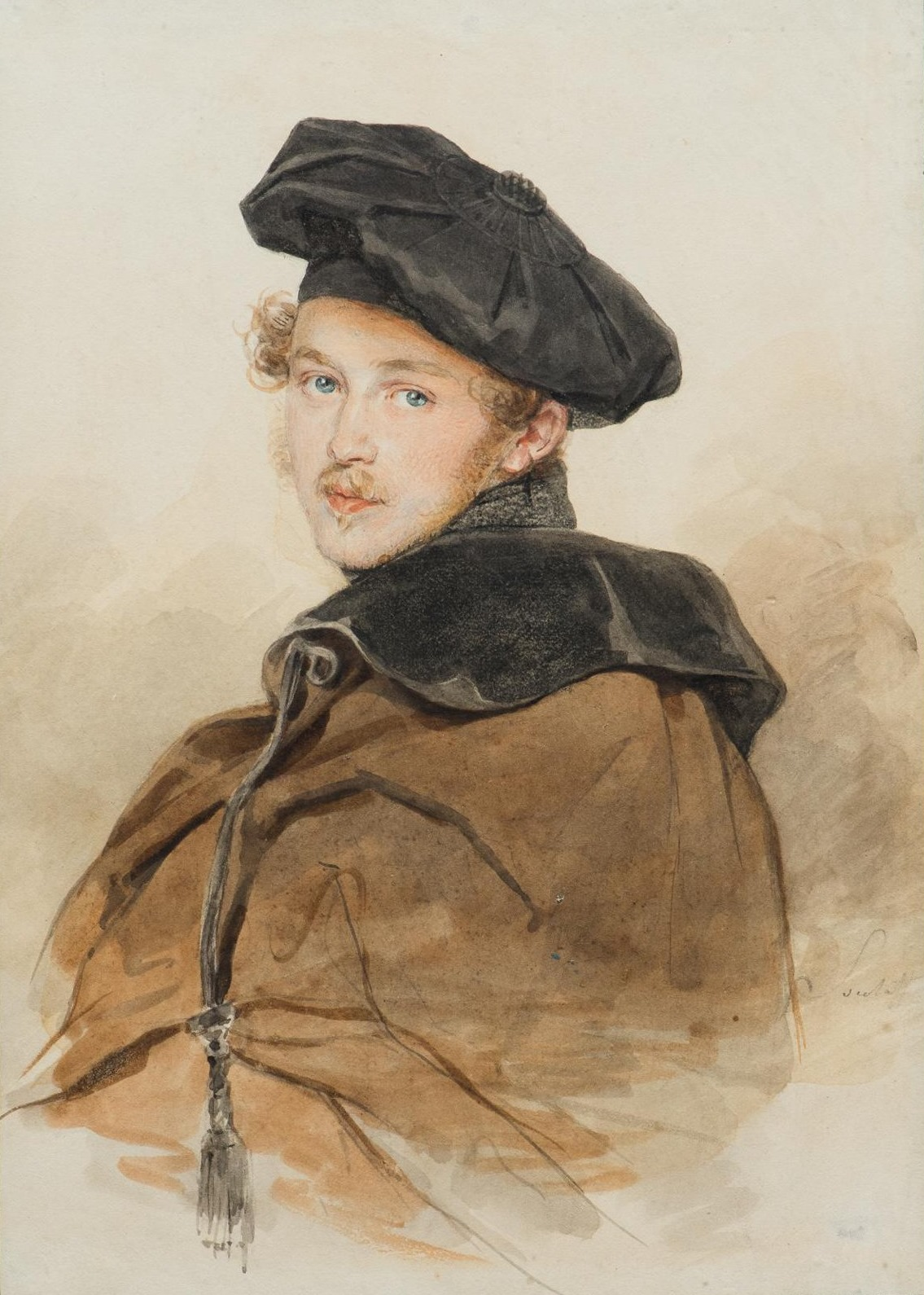
С.В. Трубецкой. 1830-е гг.

Будучи крестником императрицы Марии Фёдоровны и великого князя Николая Павловича, с отрочества был записан в камер-пажи, на восемнадцатом году жизни 5 сентября 1833 года стал корнетом Кавалергардского полка, из которого за шалости переводился в другие. Первый проступок, совершенный им совместно с штаб-ротмистром Кротковым, так описан в штрафном журнале под датою 14 августа 1834 года  :
…11 числа сего месяца, узнав, что графиня Бобринская с гостями должны были гулять на лодках по Большой Неве и Черной речке, вознамерились в шутку ехать им навстречу с зажженными факелами и пустым гробом...

За это 12 сентября 1834 года Трубецкой был отправлен в лейб-гвардии Гродненский гусарский полк, откуда возвращен в кавалергарды 12 декабря того же года. Далее были другие шалости:
…Веселая компания молодежи то пробиралась ночью в палисадник хорошенькой дачки, занимаемой одной известной тогда итальянской певицей, и, сняв осторожно ставни, любовалась ночным туалетом красавицы, то устраивала засады в женских купальнях...
 Подобные выходки сначала сходили Сергею Трубецкому без особых последствий, но через два года его так хорошо начатая карьера кончилась увольнением из кавалергардов, арестом, а затем высылкой из Петербурга на юг под наблюдение И. О. Витта, который определил его 27 октября 1835 года в Орденский кирасирский полк. Причиной были «шалости», одна из которых имела место в имении графини Ю. П. Самойловой Славянке. Дело было в следующем: на потеху кавалергардам Самойлова устроила состязание между своими крестьянками — кто из них первой вскарабкается на высокий шест, к верхушке которого привязали сарафан и повойник, той эти призы и достанутся. Вместе с Трубецким подверглись опале и другие офицеры, принимавшие участие в забаве — Н. Жерве, В. П. Кутузов, М. Б. Черкасский. Два года службы у Витта немного остепенили Трубецкого. В 1836 году он был произведен в поручики, а в 1837 году возвращен в Петербург и переведен корнетом в лейб-гвардии Кирасирский её величества полк.

## Женитьба

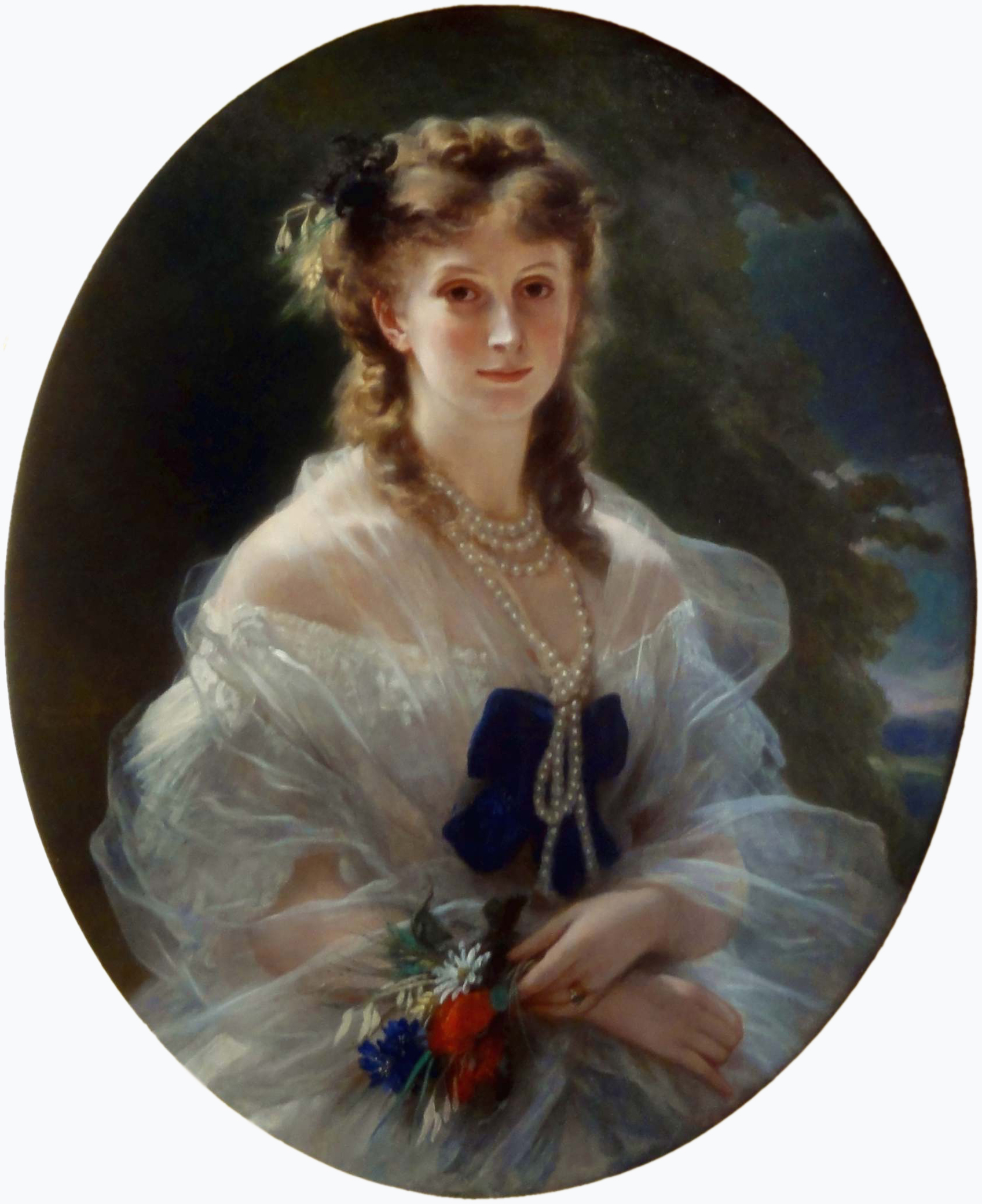
Софья Трубецкая, дочь

В 1838 году на Сергея Трубецкого обрушилась новая беда, Император Николай I, как гласили сплетни, насильно обвенчал его со своей фавориткой фрейлиной Екатериной Петровной Мусиной-Пушкиной, с весьма ощутимым сроком беременности (существуют различные версии этой истории).

Екатерина была известна в свете своей красотой и легкомыслием, Софья Николаевна Карамзина называла её пошлой и глупой. История их женитьбы наделала много шума. Московский почт-директор А. Я. Булгаков писал: 
Весь Петербург теперь только занят обрюхатевшею фрейлиной Пушкиной. Государь всегда велик во всех случаях. Узнавши, кто сделал брюхо, а именно князь Трубецкой, молодой повеса,... он их повелел обвенчать и объявил, что она год, как тайно обвенчана...Экой срам!.
Уже летом 1838 года, после рождения дочери Софии, супруги разъехались. Екатерина Петровна с дочерью уехала за границу. В 1852 году Софья Трубецкая была зачислена в Екатерининский институт благородных девиц, а в 1857 году  вышла замуж за герцога Шарля де Морни (1811—1865), побочного брата Наполеона III, посла Франции в России в 1856-1857 годах.
Дальнейшая судьба Сергея Трубецкого оказалась весьма драматичной, его постигла участь каждого из мужей фавориток императора, осмеливавшихся бунтовать против подсунутого им «бракованного товара».

## Кавказ
В конце 1839 года Трубецкого перевели на Кавказ, где прикомандировали к Гребенскому казачьему полку. Известную роль в его высылке из столицы сыграло и то, что он входил в «кружок шестнадцати», хотя скорее слыл бретёром, чем вольнодумцем. Вместе с Лермонтовым Трубецкой участвовал в сражении на речке Валерик 11 (23) июля 1840 года (был ранен пулею в грудь). Но их имена были вычеркнуты царем из наградных списков. В феврале 1841 года Трубецкой приезжает в Петербург для прощания с умирающим отцом и лечения раны, не дождавшись разрешения на отпуск. Николай I лично налагает на него домашний арест. Во все время пребывания Лермонтова и его друзей по «кружку шестнадцати» в Петербурге Трубецкой безвыходно находился дома, «не смея ни под каким предлогом никуда отлучаться», а в апреле, по «высочайшему повелению», ещё больной, был отправлен назад на Кавказ. Здесь он поселился вместе с Лермонтовым и через месяц был его секундантом на дуэли с Мартыновым. Принимая на себя обязанности секунданта, Трубецкой заведомо рисковал, так как это могло закончиться для него крайне неблагоприятно. Впоследствии на следственном разбирательстве его участие, как и участие Алексея Столыпина (Монго), было скрыто Глебовым и Васильчиковым. Однако существует версия, что Трубецкой и Столыпин опоздали к началу дуэли из-за сильного ливня в тот день.
18 марта 1843 года в чине штабс-капитана Сергей Трубецкой был уволен от службы за болезнью, «для определения к статским делам».

## Последние годы
Последним злоключением Сергея Трубецкого стало похищение в 1851 году молоденькой жены коммерции советника
Лавинии Александровны Жадимировской, ур. Бравуар и попытка побега с ней за границу.
По воспоминаниям современников, замечательная красавица, Лавиния Жадимировская, «была совершенная брюнетка, с жгучими глазами креолки и правильным лицом, как бы резцом скульптора выточенным из бледно-желтого мрамора». В 18 лет она была выдана замуж за богача Жадимировского, человека с прекрасной репутацией. После свадьбы молодые отправились в заграничное путешествие, а по возвращении в Петербург Жадимировские открыли богатый и очень оживленный салон, сделавшийся средоточием самого избранного общества.
На одном из балов красавица Лавиния обратила на себя внимание императора Николая Павловича, но ответила на «царскую милость» резким отказом. И когда, через три года, весь Петербург был взволнован скандальной новостью о побеге красавицы Лавинии Жадимировской, бросившей мужа, с князем Трубецким. 5 мая они бежали из  Петербурга. Наследник, будущий император Александр Николаевич приказал изловить «негодяев». Император приказал Л. В. Дубельту принять строгие меры для поимки. 3 июня беглецов схватили в Редут-Кале и доставили в Петербург. Трубецкой был арестован, полгода провел в Алексеевском равелине Петропавловской крепости, был судим военным судом, лишен чинов, наград, дворянства и княжеского достоинства, разжалован в рядовые, а затем был переведен унтер-офицером в Оренбургские линейные батальоны.

При задержании Жадимировская умоляла, чтобы её не возвращали к мужу. Говорила, что готова всю вину принять на себя, лишь бы спасти Трубецкого. Когда брат её прибыл в Царское Село для её принятия, он начал упрекать её и уговаривать, чтобы забыла князя Трубецкого, которого поступки в отношении к ней так недобросовестны. Она отвечала, что всему виновата она, что князь Трубецкой отказывался увозить её, но она сама на том настояла. Князь Трубецкой на допросе ответил, что решился на сей поступок, тронутый жалким и несчастным положением этой женщины. Знавши её ещё девицей, он был свидетелем всех мучений, которые она претерпела в краткой своей жизни. Мужа ещё до свадьбы она ненавидела и ни за что не хотела выходить за него замуж. Получив от неё письмо, в котором она описывает своё точно ужасное положение, просит спасти её, пишет, что мать и все родные бросили её, и что она убеждена, что муж имеет намерение или свести её с ума, или уморить,
…Я любил её без памяти, положение её доводило меня до отчаяния, — я был как в чаду и как в сумасшествии, голова ходила у меня кругом, я сам хорошенько не знал, что делать, тем более, что все это совершилось менее чем в 24 часа. Когда мы уехали отсюда, я желал только спасти её от явной погибели, я твердо был убежден, что она не в силах будет перенести слишком жестоких с нею обращений и впадет в чахотку или лишится ума.
В 1854 году Трубецкой был за отличие произведен в прапорщики, в 1855 году был уволен со службы. Получив отставку, поселился в своем сельце Сапун Муромского уезда. Уже разведённая к тому времени Лавиния Жадимировская, по-прежнему любившая его, тут же приехала к нему и жила в его имении под видом экономки.
В апреле 1857 года ему были возвращены право потомственного дворянства и княжеский титул, но был сохранен секретный надзор и запрет на выезд за границу. Князь Трубецкой умер 19 апреля 1859 года, и Лавиния Жадимировская тотчас же уехала из имения князя.
История их любви была описана в очерке Павла Щёголева «Любовь в равелине», входящего в книгу «Алексеевский равелин» (1929), и позже легла в основу  романа «Путешествие дилетантов» Булата Окуджавы.

## Отзывы современников
Граф П. X. Граббе, командовавший войсками на Кавказской Линии и в Черномории, так отзывается о Трубецком:
…С умом, образованием, наружностью, связями по родству, он прокутил почти всю жизнь, как наиболее случается у нас с людьми, счастливее других одаренными.

Дочь дипломата писательница графиня А. Д. Блудова писала :
Часто встречались мы тогда с Трубецкими. Это было семейство красавцев и даровитых детей. Старшие сыновья были уже скорее молодые люди, нежели отроки, и мы подружились со вторым Сергеем, насколько можно подружиться на балах и вечеринках, ибо мы не были въезжи в дом друг к другу.Он был из тех остроумных, веселых и добрых малых, которые весь свой век остаются Мишей, или Сашей, или Колей. Он и остался Сережей до конца и был особенно несчастлив или неудачлив... Конечно, он был кругом виноват во всех своих неудачах, но его шалости, как ни были они непростительны, сходят с рук многим, которые не стоят бедного Сергея Трубецкого. В первой молодости он был необычайно красив, ловок, весел и блистателен во всех отношениях, как по наружности, так и по уму, и у него было теплое, доброе сердце и та юношеская беспечность с каким-то ухарством, которая граничит с отвагой и потому, может быть, пленяет. Он был сорвиголова, ему было море по колено, увы, по той причине, к которой относится эта поговорка, и кончил жизнь беспорядочно, как провел её, но он никогда не был злым, ни корыстолюбивым... Жаль такой даровитой натуры, погибшей из-за ничего...

## Примечание
1. ↑  ЦГИА СПб. ф.19. оп.124. д.640. л. 31. Метрические книги Придворного собора.
2. ↑  Лермонтовский Пятигорск. С. В. Трубецкой. Дата обращения: 12 марта 2010. Архивировано 11 марта 2010 года.
3. ↑  М.Каменская. Воспоминания.-М.:Художественная литература,1991.
4. ↑  Письма А. Я. Булгакова. Русский архив. 1908. № 3.С.376
5. ↑  Соколова А. Из воспоминаний смолянки // Вестник всемирной истории. 1901.
6. ↑  Последняя проказа С. В. Трубецкого. Дата обращения: 12 марта 2010. Архивировано 1 ноября 2009 года.
7. ↑  «Похищение чужой жены с ее согласия» Архивная копия от 24 марта 2014 на Wayback Machine | «Похищение чужой жены с её согласия». Журнал «Собака»
8. ↑  Записная книжка графа П. Х. Граббе. — М., 1888.
9. ↑  Воспоминания графини А. Д. Блудовой // Русский архив. — 1878. — № 11.